# ميخائيل مولر (سياسي)
ميخائيل مولر هو سياسي ألماني، ولد في 10 يوليو 1948 في برنبورغ في ألمانيا. نشط حزبياً في الحزب الديمقراطي الاجتماعي الألماني. وقد انتخب سكرتير برلماني في ألمانيا ‏ وانتخب عضو في البوندستاغ الألماني خلال فترته النيابية ‏ (29 مارس 1983 – 18 فبراير 1987).

## وصلات خارجية
- ميخائيل مولر (سياسي) على موقع مونزينجر (الألمانية)